# Референдумы в Швейцарии (1927)
Референдумы в Швейцарии проходили 15 мая 1927 года. Избирателей спрашивали одобряют ли они поправку к Статье 30 Конституции и федеральный закон об автомобильном и велосипедном движении. Конституционная поправка была одобрена, в то время как закон о дорожном движении отклонён.

## Избирательная система
Конституционный референдум являлся обязательным и требовал двойного большинства для одобрения. Референдум по федеральному закону о дорожном движении был факультативным и требовал для одобрения лишь большинство голосов избирателей.

## Результаты

### Поправка к Статье 30 Конституции
| Выбор                                | Общее голосование | Общее голосование | Кантоны | Кантоны | Кантоны |
| Выбор                                | Голосов           | %                 | Полных  | Полу-   | Всего   |
| ------------------------------------ | ----------------- | ----------------- | ------- | ------- | ------- |
| За                                   | 334 206           | 18                | 6       | 21      |         |
| Против                               | 199 305           | 37,4              | 1       | 0       | 0       |
| Пустых бюллетеней                    | 39 566            | –                 | –       | –       | –       |
| Недействительных бюллетеней          | 1 137             | –                 | –       | –       | –       |
| Всего                                | 574 214           | 100               | 19      | 6       | 22      |
| Зарегистрированных избирателей/ Явка | 1 038 136         | 55,3              | –       | –       | –       |
| Источник: Nohlen & Stöver            |                   |                   |         |         |         |

### Федеральный закон о дорожном движении
| Выбор                                | Голосов   | %    |
| ------------------------------------ | --------- | ---- |
| За                                   | 230 287   | 40,1 |
| Против                               | 343 387   | 59,9 |
| Пустых бюллетеней                    | 25 652    | –    |
| Недействительных бюллетеней          | 1 275     | –    |
| Всего                                | 600 601   | 100  |
| Зарегистрированных избирателей/ Явка | 1 038 136 | 59,9 |
| Источник: Nohlen & Stöver            |           |      |